# Le Télégramme
Le Télégramme es un diario en lengua francesa de la región de Bretaña, Francia, con sede en el municipio de Morlaix. Fue fundado en 1944.

## Historia y características
Le Télégramme fue fundado el 12 de septiembre de 1944 por miembros de la Resistencia francesa mientras los alemanes se retiraban tras el Día D y el desembarco de Normandía del 6 de junio de 1944. Fue considerado como un sustituto de La Dépêche de Brest, periódico que había sido considerado colaboracionista.
El periódico se distribuye en el departamento de Finisterre, en el departamento de Costas de Armor y en otros lugares de Bretaña.
| Año    | 2012    | 2013    | 2014    | 2015    | 2016    | 2017    | 2018    | 2019    | 2020    | 2021    | 2022    | 2023    | 2024    |
| ------ | ------- | ------- | ------- | ------- | ------- | ------- | ------- | ------- | ------- | ------- | ------- | ------- | ------- |
| Tirada | 209.615 | 207.026 | 205.654 | 202.626 | 199.510 | 196.998 | 192.813 | 188.772 | 181.925 | 178.680 | 174.140 | 168.062 | 164.871 |